# 柳川興業
柳川興業（やながわこうぎょう）は、大阪市に本部を置く日本の暴力団。六代目山口組秋良連合会傘下組織である。

## 概要
会長の柳川誠二は、大日本平和会系至誠会傘下組織の大西組で若頭を務めた後、秋良連合会傘下組織である三代目兵藤会若頭を務めた。その後、二代目東龍会会長を林順治に譲り、現在の柳川興業を名乗る。2020年12月15日、秋良連合会直参に昇格と同時に、柳川が頭補佐に任命される。大阪だけでなく、三重、愛媛、高知、香川にも支部を待つ。

## 幹部
- 会長　柳川誠二
- 副会長　天野直人
- 理事長　梁本勝富
- 舎弟頭　岡田尊裕
- 事務局長　織田裕也
- 相談役　柳田龍二
- 舎弟頭補佐　極並秀佳
- 理事長補佐　野山大志
- 理事長補佐　西澤英記